# Большое Киндожское
Большое Киндожское — пресноводное озеро на территории Шальского сельского поселения Пудожского района Республики Карелии.

## Общие сведения
Площадь озера — 1 км². Располагается на высоте 44,8 метров над уровнем моря.
Форма озера продолговатая: оно почти на два километра вытянуто с севера на юг. Берега каменисто-песчаные, местами заболоченные.
Озеро не имеет видимых поверхностных стоков и принадлежит бассейну реки Шалицы, которая является притоком реки Водлы, впадающей в Онежское озеро.
Острова на озере отсутствуют.
Населённые пункты и автодороги вблизи водоёма отсутствуют.
Код объекта в государственном водном реестре — 01040100411102000019656.